# Tour de Corse 2017
Il Tour de Corse 2017, ufficialmente denominato 60ème Che Guevara Energy Drink Tour de Corse, è stata la quarta prova del campionato del mondo rally 2017 nonché la sessantesima edizione del Tour de Corse e la trentottesima con valenza mondiale. La manifestazione si è svolta dal 7 al 9 aprile sui tortuosi asfalti della Corsica.
L'evento è stato vinto dal belga Thierry Neuville, navigato dal connazionale Nicolas Gilsoul, al volante di una Hyundai i20 Coupe WRC della squadra ufficiale Hyundai Motorsport, davanti alla coppia francese formata da Sébastien Ogier e Julien Ingrassia, su Ford Fiesta WRC della squadra M-Sport World Rally Team e quella spagnola composta da Dani Sordo e Marc Martí sempre su Hyundai i20 Coupe WRC ufficiale.
I norvegesi Andreas Mikkelsen e Anders Jæger, su Škoda Fabia R5 della squadra Škoda Motorsport, hanno invece conquistato il successo nel campionato WRC-2, mentre i francesi Raphaël Astier e Frédéric Vauclare hanno vinto nella serie WRC-3 alla guida di una Peugeot 208 R2. Nello Junior WRC la vittoria è andata invece agli spagnoli Nil Solans e Miquel Ibáñez Sotos su Ford Fiesta R2T.

## Dati della prova
| Denominazione ufficiale              | Che Guevara Energy Drink Tour de Corse                            |
| Tappa N°                             | 4 di 13                                                           |
| Edizione N°                          | 60                                                                |
| Data manifestazione                  | da venerdì 07/04/2017 a domenica 09/04/2017                       |
| Sede ospitante                       | Bastia (Alta Corsica, Corsica)                                    |
| Sede parco assistenza                | Aeroporto di Bastia Poretta, Bastia (Alta Corsica, Corsica)       |
| Superficie                           | Asfalto                                                           |
| Direttore di gara                    | Patrick Bouteiller                                                |
| Iscritti                             | 83                                                                |
| Partiti                              | 78                                                                |
| Arrivati                             | 58 (74,4%)                                                        |
| Prove                                | 10                                                                |
| Prova più breve                      | 10,42 km (PS10: Porto-Vecchio - Palombaggia)                      |
| Prova più lunga                      | 53,78 km (PS9: Antisanti - Poggio di Nazza)                       |
| Prova più lenta                      | velocità media di 90,41 km/h (PS5: La Porta - Valle di Rostino 1) |
| Prova più veloce                     | velocità media di 103,57 km/h (PS10: Porto-Vecchio - Palombaggia) |
| Lunghezza complessiva prove speciali | 316,80 km (29,3% della distanza totale)                           |
| Lunghezza complessiva trasferimenti  | 763,93 km                                                         |
| Distanza totale                      | 1080,73 km                                                        |

## Itinerario
La manifestazione si disputò in tutto il territorio della Corsica, articolandosi in 10 prove speciali distribuite in tre giorni ed ebbe sede a Bastia, il capoluogo del dipartimento dell'Alta Corsica, situata nell'estremo Nord-Est dell'isola, nel cui aeroporto venne allestito anche il parco assistenza per tutti i concorrenti mentre la cerimonia finale di premiazione si svolse nella cittadina di Porto Vecchio, nel Sud dell'isola, sede della decima e ultima tappa.
Il rally ebbe inizio venerdì 7 aprile con la prima frazione che si divideva in due loop di due prove ciascuno, da svolgersi uno al mattino e uno al pomeriggio; entrambe le speciali ebbero sede nell'Arrondissement di Ajaccio (dipartimento della Corsica del Sud), la prima lungo le strette strade che collegano i comuni di Albitreccia e Pietrosella e la seconda tra la Plage du Liamone (spiaggia in territorio di Casaglione) e il comune di Sarrola-Carcopino.
Durante la seconda frazione (sabato 8 aprile) si gareggiò invece in Alta Corsica, lungo le strade che si snodano nell'Arrondissement di Corte, in un giro composto sempre da due tappe da ripetersi due volte, con la prima a legare i comuni di La Porta e Valle di Rostino e la seconda interamente nel territorio di Novella.
Nella giornata finale di domenica 9 aprile ci si spostò verso Sud per disputare le ultime due prove del rally, di cui la prima, in questa edizione la prova più lunga del rally con 53,78 km, tra Antisanti e Poggio di Nazza, nella zona centro-orientale della Corsica, e l'ultima, valevole anche come power stage, nei pressi di Porto Vecchio.
| Frazione           | Prova  | Ora    | Nome                                                      | Partenza                                                  | Arrivo                                                    | Lunghezza | Totale    |
| ------------------ | ------ | ------ | --------------------------------------------------------- | --------------------------------------------------------- | --------------------------------------------------------- | --------- | --------- |
| Frazione 1 (7 apr) | PS1    | 09:22  | Pietrosella – Albitreccia 1                               | Pietrosella                                               | Albitreccia                                               | 31,20 km  | 120,64 km |
| Frazione 1 (7 apr) | PS2    | 11:14  | Plage du Liamone – Sarrola-Carcopino 1                    | Casaglione                                                | Sarrola-Carcopino                                         | 29,12 km  | 120,64 km |
| Frazione 1 (7 apr) | PS3    | 14:11  | Pietrosella – Albitreccia 2                               | Pietrosella                                               | Albitreccia                                               | 31,20 km  | 120,64 km |
| Frazione 1 (7 apr) | PS4    | 16:03  | Plage du Liamone – Sarrola-Carcopino 2                    | Casaglione                                                | Sarrola-Carcopino                                         | 29,12 km  | 120,64 km |
| Frazione 1 (7 apr) |        | 20:30  | Assistenza (flexi) – Aeroporto di Bastia Poretta (45 min) | Assistenza (flexi) – Aeroporto di Bastia Poretta (45 min) | Assistenza (flexi) – Aeroporto di Bastia Poretta (45 min) | –         | 120,64 km |
|                    |        |        |                                                           |                                                           |                                                           |           |           |
| Frazione 2 (8 apr) |        | 07:30  | Assistenza – Aeroporto di Bastia Poretta (15 min)         | Assistenza – Aeroporto di Bastia Poretta (15 min)         | Assistenza – Aeroporto di Bastia Poretta (15 min)         | –         | 131,96 km |
| Frazione 2 (8 apr) | PS5    | 08:40  | La Porta – Valle di Rostino 1                             | Poggio-Marinaccio                                         | Valle di Rostino                                          | 48,71 km  | 131,96 km |
| Frazione 2 (8 apr) | PS6    | 10:17  | Novella 1                                                 | Novella                                                   | Castifao                                                  | 17,27 km  | 131,96 km |
| Frazione 2 (8 apr) |        | 13:03  | Assistenza – Aeroporto di Bastia Poretta (30 min)         | Assistenza – Aeroporto di Bastia Poretta (30 min)         | Assistenza – Aeroporto di Bastia Poretta (30 min)         | –         | 131,96 km |
| Frazione 2 (8 apr) | PS7    | 14:28  | La Porta – Valle di Rostino 2                             | Poggio-Marinaccio                                         | Valle di Rostino                                          | 48,71 km  | 131,96 km |
| Frazione 2 (8 apr) | PS6    | 16:08  | Novella 2                                                 | Novella                                                   | Castifao                                                  | 17,27 km  | 131,96 km |
| Frazione 2 (8 apr) |        | 18:58  | Assistenza (flexi) – Aeroporto di Bastia Poretta (45 min) | Assistenza (flexi) – Aeroporto di Bastia Poretta (45 min) | Assistenza (flexi) – Aeroporto di Bastia Poretta (45 min) | –         | 131,96 km |
|                    |        |        |                                                           |                                                           |                                                           |           |           |
| Frazione 3 (9 apr) |        | 07:15  | Assistenza – Aeroporto di Bastia Poretta (15 min)         | Assistenza – Aeroporto di Bastia Poretta (15 min)         | Assistenza – Aeroporto di Bastia Poretta (15 min)         | –         | 64,20 km  |
| Frazione 3 (9 apr) | PS9    | 08:58  | Antisanti – Poggio di Nazza                               | Antisanti                                                 | Poggio di Nazza                                           | 53,78 km  | 64,20 km  |
| Frazione 3 (9 apr) | PS10   | 12:18  | Porto Vecchio – Palombaggia (power stage)                 | Porto Vecchio                                             | Porto Vecchio                                             | 10,42 km  | 64,20 km  |
| Totale             | Totale | Totale | Totale                                                    | Totale                                                    | Totale                                                    | Totale    | 316,80 km |

## Resoconto
I vincitori Thierry Neuville e Nicolas Gilsoul, portacolori della Hyundai Motorsport, divennero il quarto differente equipaggio, e anche il quarto costruttore, a trionfare in un appuntamento mondiale nelle prime quattro gare del 2017 (non accadeva dal 1987), riscattandosi così dalle disavventure avute nei primi due appuntamenti di stagione e reduci dal terzo posto raggiunto in Messico. Staccati di circa 55 secondi, Sébastien Ogier e Julien Ingrassia accusarono al sabato alcuni problemi alla trasmissione e all'assetto della loro Ford Fiesta WRC, in parte risolti dopo la visita al parco assistenza. I francesi ebbero ulteriori problemi elettrici la domenica, permettendo agli spagnoli Dani Sordo e Marc Martí, sempre su una Hyundai i20 Coupe WRC ufficiale, di sopravanzarli alla terzultima speciale, salvo poi riguadagnare all'ultima prova il secondo posto ai danni della coppia Hyundai che si piazzò quindi sul terzo gradino del podio. Quarti classificati i finlandesi Jari-Matti Latvala e Miikka Anttila su Toyota Yaris WRC, per un solo decimo di secondo davanti all'equipaggio della Citroën composto da Craig Breen e Scott Martin, giunto quinto sulla C3 WRC.
Tra i piloti di punta si registrarono i ritiri di Kris Meeke, vincitore in Messico tre settimane prima, fermato al sabato dalla rottura del motore della sua Citroën C3 mentre era in testa al rally, e del finlandese Juho Hänninen (Toyota), autore di un incidente nella tappa inaugurale dell'ultima giornata; Elfyn Evans (M-Sport) e Stéphane Lefebvre (Citroën) finirono invece fuori strada al sabato e conclusero il rally nelle posizioni di rincalzo dopo essere ripartiti la domenica con il rally 2.
Si confermarono in vetta alla classifica Ogier/Ingrassia, i quali allungarono su Latvala/Anttila mentre gli estoni Ott Tänak e Martin Järveoja, attardati in undicesima posizione, persero il terzo posto a vantaggio dei vincitori Neuville/Gilsoul. Tra i costruttori, la Hyundai scavalcò al secondo posto la Toyota, mentre M-Sport rimase stabilmente in testa e Citroën a chiudere la classifica seppur accorciando il distacco dalla casa giapponese a soli 8 punti.

## Risultati

### Classifica
| Pos.       | Nº       | Pilota              | Co-pilota              | Auto                  | Squadra                      | Classe      | Tempo     | Distacco | Punti    |
| Generale   | Generale | Generale            | Generale               | Generale              | Generale                     | Generale    | Generale  | Generale | Generale |
| ---------- | -------- | ------------------- | ---------------------- | --------------------- | ---------------------------- | ----------- | --------- | -------- | -------- |
| 1.         | 5        | Thierry Neuville    | Nicolas Gilsoul        | Hyundai i20 Coupe WRC | Hyundai Motorsport           | WRC         | 3h22'53"4 | –        | 26       |
| 2.         | 1        | Sébastien Ogier     | Julien Ingrassia       | Ford Fiesta WRC       | M-Sport World Rally Team     | WRC         | 3h23'48"1 | +54"7    | 22       |
| 3.         | 6        | Dani Sordo          | Marc Martí             | Hyundai i20 Coupe WRC | Hyundai Motorsport           | WRC         | 3h23'49"4 | +56"0    | 17       |
| 4.         | 10       | Jari-Matti Latvala  | Miikka Anttila         | Toyota Yaris WRC      | Toyota Gazoo Racing WRT      | WRC         | 3h24'03"0 | +1'09"6  | 17       |
| 5.         | 8        | Craig Breen         | Scott Martin           | Citroën C3 WRC        | Citroën Total Abu Dhabi WRT  | WRC         | 3h24'03"1 | +1'09"7  | 13       |
| 6.         | 4        | Hayden Paddon       | John Kennard           | Hyundai i20 Coupe WRC | Hyundai Motorsport           | WRC         | 3h25'09"7 | +2'16"3  | 8        |
| 7.         | 32       | Andreas Mikkelsen   | Anders Jæger           | Škoda Fabia R5        | Škoda Motorsport             | RC2 / WRC-2 | 3h31'04"1 | +8'10"7  | 6        |
| 8.         | 34       | Teemu Suninen       | Mikko Markkula         | Ford Fiesta R5        | M-Sport World Rally Team     | RC2 / WRC-2 | 3h32'10"4 | +9'17"0  | 4        |
| 9.         | 84       | Stéphane Sarrazin   | Jacques-Julien Renucci | Škoda Fabia R5        | -                            | RC2         | 3h32'17"0 | +9'23"6  | 2        |
| 10.        | 44       | Yohan Rossel        | Benoît Fulcrand        | Citroën DS3 R5        | -                            | RC2 / WRC-2 | 3h35'50"5 | +12'57"1 | 1        |
| WRC-2      |          |                     |                        |                       |                              |             |           |          |          |
| 1. (7.)    | 32       | Andreas Mikkelsen   | Anders Jæger           | Škoda Fabia R5        | Škoda Motorsport             | RC2 / WRC-2 | 3h31'04"1 | –        | 25       |
| 2. (8.)    | 34       | Teemu Suninen       | Mikko Markkula         | Ford Fiesta R5        | M-Sport World Rally Team     | RC2 / WRC-2 | 3h32'10"4 | +1'06"3  | 18       |
| 3. (10.)   | 44       | Yohan Rossel        | Benoît Fulcrand        | Citroën DS3 R5        | -                            | RC2 / WRC-2 | 3h35'50"5 | +4'46"4  | 15       |
| 4. (13.)   | 41       | Simone Tempestini   | Giovanni Bernacchini   | Citroën DS3 R5        | Gekon Racing                 | RC2 / WRC-2 | 3h39:07"0 | +8:02"9  | 12       |
| 5. (14.)   | 38       | Ole Christian Veiby | Stig Rune Skjærmoen    | Škoda Fabia R5        | Printsport                   | RC2 / WRC-2 | 3h39'31"2 | +8'27"1  | 10       |
| 6. (15.)   | 40       | Pierre-Louis Loubet | Vincent Landais        | Ford Fiesta R5        | -                            | RC2 / WRC-2 | 3h40'18"1 | +9'14"0  | 8        |
| 7. (16.)   | 33       | Jan Kopecký         | Pavel Dresler          | Škoda Fabia R5        | Škoda Motorsport             | RC2 / WRC-2 | 3h41'04"0 | +9'59"9  | 6        |
| 8. (28.)   | 31       | Eric Camilli        | Benjamin Veillas       | Ford Fiesta R5        | M-Sport World Rally Team     | RC2 / WRC-2 | 4h03'37"4 | +32'33"3 | 4        |
| 9. (32.)   | 35       | Emil Bergkvist      | Joakim Sjöberg         | Citroën DS3 R5        | -                            | RC2 / WRC-2 | 4h04'48"4 | +33'44"3 | 2        |
| 10. (36.)  | 46       | Łukasz Pieniążek    | Mazur Przemysław       | Peugeot 208 T16       | Trt Peugeot World Rally Team | RC2 / WRC-2 | 4h09'20"4 | +38'16"3 | 1        |
| WRC-3      |          |                     |                        |                       |                              |             |           |          |          |
| 1. (22.)   | 61       | Raphaël Astier      | Frédéric Vauclare      | Peugeot 208 R2        | -                            | RC4 / WRC-3 | 3h52'18"7 | –        | 25       |
| 2. (23.)   | 101      | Nil Solans          | Miquel Ibáñez Sotos    | Ford Fiesta R2T       | -                            | RC4 / WRC-3 | 3h53'44"4 | +1'25"7  | 18       |
| 3. (24.)   | 104      | Nicolas Ciamin      | Thibault de la Haye    | Ford Fiesta R2T       | -                            | RC4 / WRC-3 | 3h54'27"9 | +2'09"2  | 15       |
| 4. (25.)   | 102      | Terry Folb          | Christopher Guieu      | Ford Fiesta R2T       | -                            | RC4 / WRC-3 | 3h57'46"3 | +5'27"6  | 12       |
| 5. (29.)   | 103      | Julius Tannert      | Jürgen Heigl           | Ford Fiesta R2T       | ADAC Sachsen                 | RC4 / WRC-3 | 4h03'38"5 | +11'19"8 | 10       |
| 6. (35.)   | 111      | Denis Rådström      | Johan Johansson        | Ford Fiesta R2T       | -                            | RC4 / WRC-3 | 4h08'25"9 | +16'07"2 | 8        |
| 7. (38.)   | 106      | Robert Duggan       | Gerard Conway          | Ford Fiesta R2T       | -                            | RC4 / WRC-3 | 4h12'25"6 | +20'06"9 | 6        |
| 8. (42.)   | 112      | Sebastian Careaga   | Claudio Bustos         | Ford Fiesta R2T       | -                            | RC4 / WRC-3 | 4h18'25"5 | +26'06"8 | 4        |
| 9. (44.)   | 109      | Dillon Van Way      | Dai Roberts            | Ford Fiesta R2T       | -                            | RC4 / WRC-3 | 4h21'42"9 | +29'24"2 | 2        |
| 10. (46.)  | 65       | Jakub Brzeziński    | Szymon Marciniak       | Citroën DS3 R3 Max    | Go+Cars                      | RC3 / WRC-3 | 4h25'43"7 | +33'25"0 | 1        |
| Junior WRC |          |                     |                        |                       |                              |             |           |          |          |
| 1. (23.)   | 101      | Nil Solans          | Miquel Ibáñez Sotos    | Ford Fiesta R2T       | -                            | RC4 / JWRC  | 3h53'44"4 | –        | 29       |
| 2. (24.)   | 104      | Nicolas Ciamin      | Thibault de la Haye    | Ford Fiesta R2T       | -                            | RC4 / JWRC  | 3h54'27"9 | +43"5    | 20       |
| 3. (25.)   | 102      | Terry Folb          | Christopher Guieu      | Ford Fiesta R2T       | -                            | RC4 / JWRC  | 3h57'46"3 | +4'01"9  | 19       |
| 4. (29.)   | 103      | Julius Tannert      | Jürgen Heigl           | Ford Fiesta R2T       | ADAC Sachsen                 | RC4 / JWRC  | 4h03'38"5 | +9'54"1  | 12       |
| 5. (35.)   | 111      | Denis Rådström      | Johan Johansson        | Ford Fiesta R2T       | -                            | RC4 / JWRC  | 4h08'25"9 | +14'41"5 | 10       |
| 6. (38.)   | 106      | Robert Duggan       | Gerard Conway          | Ford Fiesta R2T       | -                            | RC4 / JWRC  | 4h12'25"6 | +18'41"2 | 8        |
| 7. (42.)   | 112      | Sebastian Careaga   | Claudio Bustos         | Ford Fiesta R2T       | -                            | RC4 / JWRC  | 4h18'25"5 | +24'41"1 | 6        |
| 8. (44.)   | 109      | Dillon Van Way      | Dai Roberts            | Ford Fiesta R2T       | -                            | RC4 / JWRC  | 4h21'42"9 | +27'58"5 | 4        |
| 9. (47.)   | 108      | Miko-Ove Niinemäe   | Martin Valter          | Ford Fiesta R2T       | Cueks Racing                 | RC4 / JWRC  | 4h26'10"0 | +32'25"6 | 2        |

| Principali ritiri | Principali ritiri | Principali ritiri | Principali ritiri | Principali ritiri | Principali ritiri           | Principali ritiri | Principali ritiri | Principali ritiri |
| PS                | Nº                | Pilota            | Co-pilota         | Auto              | Squadra                     | Classe            | Causa             | Pos.              |
| ----------------- | ----------------- | ----------------- | ----------------- | ----------------- | --------------------------- | ----------------- | ----------------- | ----------------- |
| PS 7              | 7                 | Kris Meeke        | Paul Nagle        | Citroën C3 WRC    | Citroën Total Abu Dhabi WRT | WRC               | Motore            | 1º                |
| PS 9              | 11                | Juho Hänninen     | Kaj Lindström     | Toyota Yaris WRC  | Toyota Gazoo Racing WRT     | WRC               | Incidente         | 33º               |

Legenda
| Icona | Classe                                                                               |
| ----- | ------------------------------------------------------------------------------------ |
| WRC   | Equipaggio di classe WRC che può conquistare punti per il campionato costruttori     |
| WRC   | Equipaggio di classe WRC che non può conquistare punti per il campionato costruttori |
| WRC-T | Equipaggio di classe WRC (ante 2017) registrato al campionato WRC Trophy             |
| WRC-2 | Equipaggio registrato al campionato WRC-2                                            |
| WRC-3 | Equipaggio registrato al campionato WRC-3                                            |
| JWRC  | Equipaggio registrato al campionato Junior WRC                                       |
|       | Ulteriori classificazioni                                                            |

### Prove speciali
| Frazione           | Prova | Ora   | Nome                                      | Lunghezza | Vincitori                         | Tempo   | Leader del rally                 |
| ------------------ | ----- | ----- | ----------------------------------------- | --------- | --------------------------------- | ------- | -------------------------------- |
| Frazione 1 (7 apr) | PS1   | 09:22 | Pietrosella – Albitreccia 1               | 31,20 km  | Kris Meeke Paul Nagle             | 19'56"5 | Kris Meeke Paul Nagle            |
| Frazione 1 (7 apr) | PS2   | 11:14 | Plage du Liamone – Sarrola-Carcopino 1    | 29,12 km  | Kris Meeke Paul Nagle             | 18'22"3 | Kris Meeke Paul Nagle            |
| Frazione 1 (7 apr) | PS3   | 14:11 | Pietrosella – Albitreccia 2               | 31,20 km  | Sébastien Ogier Julien Ingrassia  | 19'52"1 | Kris Meeke Paul Nagle            |
| Frazione 1 (7 apr) | PS4   | 16:03 | Plage du Liamone – Sarrola-Carcopino 2    | 29,12 km  | Kris Meeke Paul Nagle             | 18'20"4 | Kris Meeke Paul Nagle            |
|                    |       |       |                                           |           |                                   |         | Kris Meeke Paul Nagle            |
| Frazione 2 (8 apr) | PS5   | 08:40 | La Porta – Valle di Rostino 1             | 48,71 km  | Thierry Neuville Nicolas Gilsoul  | 32:19"6 | Kris Meeke Paul Nagle            |
| Frazione 2 (8 apr) | PS6   | 10:17 | Novella 1                                 | 17,27 km  | Thierry Neuville Nicolas Gilsoul  | 11'13"1 | Kris Meeke Paul Nagle            |
| Frazione 2 (8 apr) | PS7   | 14:28 | La Porta – Valle di Rostino 2             | 48,71 km  | Sébastien Ogier Julien Ingrassia  | 32'15"9 | Thierry Neuville Nicolas Gilsoul |
| Frazione 2 (8 apr) | PS8   | 16:08 | Novella 2                                 | 17,27 km  | Thierry Neuville Nicolas Gilsoul  | 11'17"7 | Thierry Neuville Nicolas Gilsoul |
|                    |       |       |                                           |           |                                   |         | Thierry Neuville Nicolas Gilsoul |
| Frazione 3 (9 apr) | PS9   | 08:58 | Antisanti – Poggio di Nazza               | 53,78 km  | Thierry Neuville Nicolas Gilsoul  | 32'34"6 | Thierry Neuville Nicolas Gilsoul |
| Frazione 3 (9 apr) | PS10  | 12:18 | Porto Vecchio – Palombaggia (power stage) | 10,42 km  | Jari-Matti Latvala Miikka Anttila | 6'02"2  | Thierry Neuville Nicolas Gilsoul |

### Power stage
PS10: Porto Vecchio – Palombaggia di 10,42 km, disputatasi domenica 9 aprile 2017 alle ore 12:18 (UTC+1).
| Pos. | No. | Pilota             | Co-pilota        | Auto                  | Classe | Tempo  | Distacco | Punti |
| ---- | --- | ------------------ | ---------------- | --------------------- | ------ | ------ | -------- | ----- |
| 1    | 10  | Jari-Matti Latvala | Miikka Anttila   | Toyota Yaris WRC      | WRC    | 6'02"2 | –        | 5     |
| 2    | 1   | Sébastien Ogier    | Julien Ingrassia | Ford Fiesta WRC       | WRC    | 6'03"0 | +0"8     | 4     |
| 3    | 8   | Craig Breen        | Scott Martin     | Citroën C3 WRC        | WRC    | 6'04"3 | +2"1     | 3     |
| 4    | 6   | Dani Sordo         | Marc Martí       | Hyundai i20 Coupe WRC | WRC    | 6'06"8 | +4"6     | 2     |
| 5    | 5   | Thierry Neuville   | Nicolas Gilsoul  | Hyundai i20 Coupe WRC | WRC    | 6'08"6 | +6"4     | 1     |

## Classifiche mondiali
Classifica piloti
| Pos. | Pos. | Pilota             | Punti |
| ---- | ---- | ------------------ | ----- |
| 1    |      | Sébastien Ogier    | 88    |
| 2    |      | Jari-Matti Latvala | 75    |
| 3    | 2    | Thierry Neuville   | 54    |
| 4    | 1    | Ott Tänak          | 48    |
| 5    | 1    | Dani Sordo         | 47    |
| 6    | 1    | Craig Breen        | 33    |
| 7    | 1    | Kris Meeke         | 27    |
| 8    | 1    | Hayden Paddon      | 25    |
| 9    | 1    | Elfyn Evans        | 20    |
| 10   | 2    | Andreas Mikkelsen  | 12    |
| 11   | 1    | Stéphane Lefebvre  | 10    |
| 12   | 1    | Juho Hänninen      | 9     |
| 13   | 2    | Teemu Suninen      | 5     |
| 14   | 1    | Jan Kopecký        | 4     |
| 15   | 1    | Pontus Tidemand    | 3     |
| 16   | N    | Stéphane Sarrazin  | 2     |
| 17   | 2    | Bryan Bouffier     | 1     |
| 17   | N    | Yohan Rossel       | 1     |

Classifica co-piloti
| Pos. | Pos. | Co-pilota              | Punti |
| ---- | ---- | ---------------------- | ----- |
| 1    |      | Julien Ingrassia       | 88    |
| 2    |      | Miikka Anttila         | 75    |
| 3    | 2    | Nicolas Gilsoul        | 54    |
| 4    | 1    | Martin Järveoja        | 48    |
| 5    | 1    | Marc Martí             | 47    |
| 6    | 1    | Scott Martin           | 33    |
| 7    | 1    | Paul Nagle             | 27    |
| 8    | 1    | John Kennard           | 25    |
| 9    | 1    | Daniel Barritt         | 20    |
| 10   | 2    | Anders Jæger           | 12    |
| 11   | 1    | Gabin Moreau           | 10    |
| 12   | 1    | Kaj Lindström          | 9     |
| 13   | 2    | Mikko Markkula         | 5     |
| 14   | 1    | Pavel Dresler          | 4     |
| 15   | 1    | Jonas Andersson        | 3     |
| 16   | N    | Jacques Julien Renucci | 2     |
| 17   | 2    | Denis Giraudet         | 1     |
| 17   | N    | Benoît Fulcrand        | 1     |

Classifica costruttori WRC
| Pos. | Pos. | Squadra                     | Punti |
| ---- | ---- | --------------------------- | ----- |
| 1    |      | M-Sport World Rally Team    | 129   |
| 2    | 1    | Hyundai Motorsport          | 105   |
| 3    | 1    | Toyota Gazoo Racing WRC     | 79    |
| 4    |      | Citroën Total Abu Dhabi WRT | 71    |